# Unboxing
Unboxing (vom engl. to unbox für „auspacken“) ist ein Begriff aus der Netzkultur. Er bezeichnet ein Online-Video, das von einer Person aufgezeichnet, kommentiert und auf einem Internet-Videoportal veröffentlicht wird. Das Video zeigt, wie ein Produkt der Verpackung entnommen und vorgestellt wird.
Abzugrenzen sind Unboxing-Videos von sogenannten „Haul-Videos“. Diese beschreiben und kommentieren Einkäufe von jeweils mehreren Kosmetikartikeln, Pflegeprodukten, Kleidungsstücken und/oder Accessoires.
Das Internet-Phänomen wird inzwischen wissenschaftlich untersucht. Die Universitäten Bielefeld, Frankfurt am Main und die Freie Universität Berlin führen seit 2013 eine fächerübergreifende Studie über diese Videos durch.
Das erste Unboxing-Video, in dem ein Handy gezeigt wurde, erschien 2006. Bereits im selben Jahr verzeichnete Google Trends den Begriff „Unboxing“. Als der Trend an Popularität gewann, gab es Unboxing-Videos für fast alle Produkte, die zum Kauf angeboten wurden. Im Jahr 2014 waren einige Unternehmen dafür bekannt, Unboxing-Videos für ihre eigenen Produkte hochzuladen, während andere den Erstellern der Inhalte ihre Produkte kostenlos zur Verfügung stellten.
Manche glauben, dass die Popularität von Unboxing-Videos darauf zurückzuführen ist, dass sie einen authentischen Blick auf das Produkt ohne manipulative Werbung bieten. Indem der Kunde sieht, was er bekommt, kann er eine fundiertere Kaufentscheidung treffen. Einige Macher fügen auch Spezialeffekte hinzu oder gestalten Unboxings auf einzigartige Weise, wie z. B. Unterwasser-Unboxings von wasserdichten Smartphones.
Das Wachstum des elektronischen Handels hat wesentlich zum Aufstieg des Unboxings beigetragen. Unternehmen, die direkt an den Verbraucher verkaufen, haben nach Möglichkeiten gesucht, ein positives Kauferlebnis zu schaffen und eine bessere emotionale Verbindung zu ihren Kunden herzustellen. Investitionen in das Verpackungsdesign sind zu einem Marketing-Asset für ihre Produkte geworden, da ansprechende Verpackungen die Kunden eher dazu inspirieren, Unboxing-Videos aufzunehmen und so mehr Käufer zum Unternehmen zu bringen. 
Auch die Verpackungshersteller sind sich der Rolle, die der Unboxing-Trend bei der Entwicklung von Produkten spielt, zunehmend bewusst und verbessern ihre Technologien kontinuierlich, um der Nachfrage nach höherwertigen bedruckten Verpackungen gerecht zu werden. So sind Schachteln nicht mehr nur ein Transportmittel und Behälter, sondern sie sind zu wertvollen Werbeträgern geworden, die direkt an die Kunden geliefert werden.